# Singida (Region)
Singida ist eine Region im Zentrum Tansanias mit einer Hauptstadt, die ebenfalls Singida heißt. Der Bezirk hat eine Fläche von 49.340 Quadratkilometern und ist damit größer als die Schweiz, hat jedoch nur ein Viertel deren Einwohner. Die Wirtschaft in Singida wird vom Agrarsektor dominiert. 

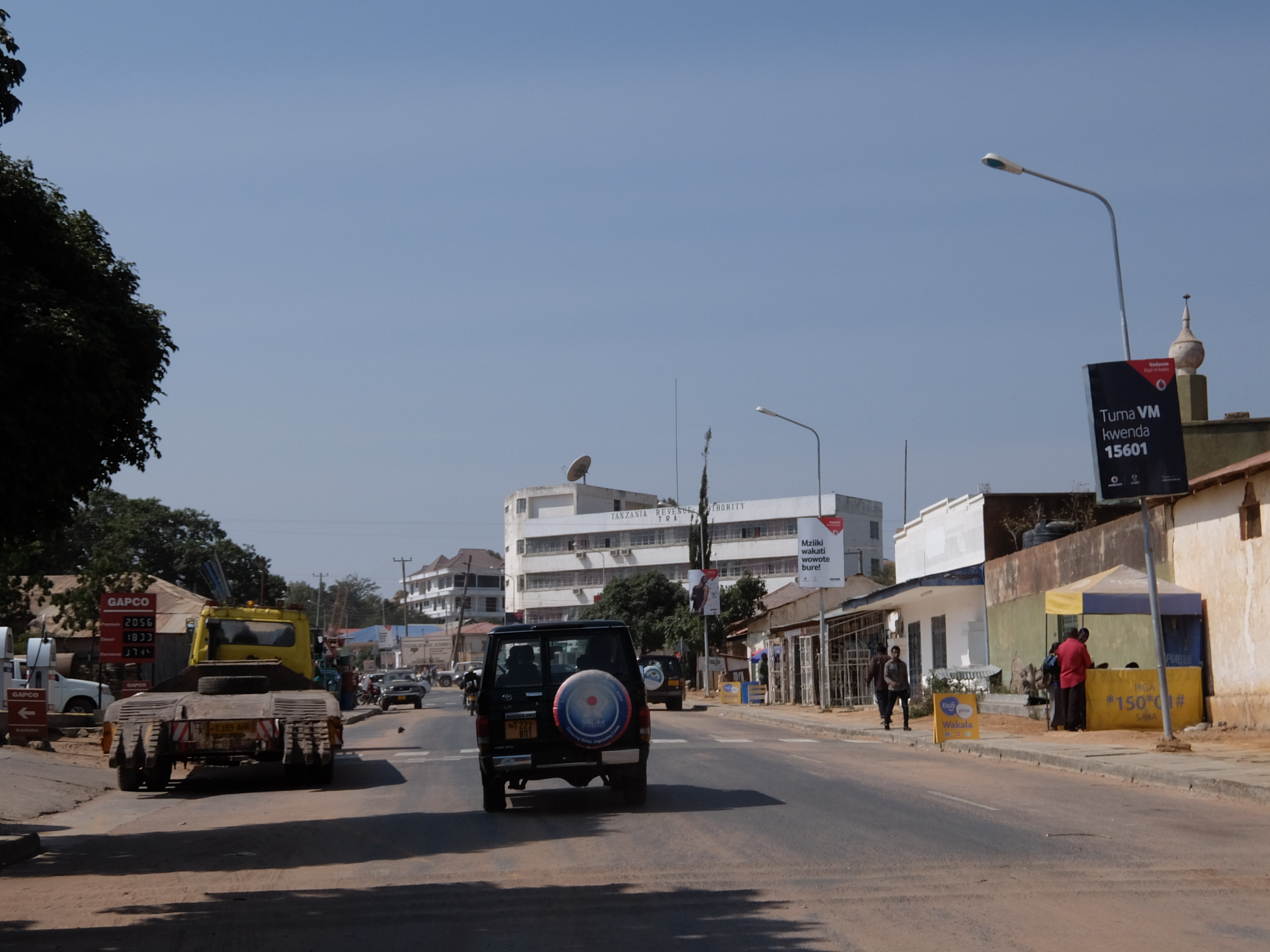
Hauptstraße in der Stadt Singida

## Geographie
Die Region nimmt den nördlichen Teil des zentralen Plateaus von Tansania ein. Sie liegt in einer Höhe zwischen 1200 und 1500 Meter über dem Meer. Nach Westen fällt sie zum Rift Valley und nach Osten zur Wembere-Depression hin ab. 23 Prozent des Landes in Singida sind für den Ackerbau nutzbar (wovon ein Viertel oder 6,6 Prozent der Gesamtfläche tatsächlich entsprechend genutzt werden), 40 Prozent sind (potenzielles) Weideland, 36 Prozent sind Waldland, insbesondere Miombo.  
Der Norden der Region entwässert in den Kitangirisee oder dessen Abfluss, den Sibiti. Der Süden wird über Nebenflüsse des Njombe entwässert, der als Nebenfluss des Ruaha in den Indischen Ozean entwässert. Die Flüsse Ponde und Bubu des zentralen Teils münden in den Bahi-Sumpf.

### Klima
Im Jahresdurchschnitt fallen 500 bis 800 Millimeter Regen im Jahr, der Großteil davon in der Regenzeit von November bis April. Dazwischen ist es sehr trocken, die Regenmengen nehmen nach Süden hin ab. In Singida gibt es verschiedene Klimazonen. Im Großteil der Region herrscht heißes, halbtrockenes Steppenklima, BSh nach der effektive Klimaklassifikation. Daneben gibt es aber auch Gebiete mit tropischem Savannenklima (Aw) und mediterranes Klima (Csb).

### Nachbarregionen
| Simiyu           | Arusha                                      | Manyara |
| Shinyanga Tabora | Kompassrose, die auf Nachbargemeinden zeigt | Dodoma  |
| Mbeya            |                                             | Iringa  |

## Geschichte
Die Region Singida wurde 1963 gegründet, davor war sie Teil der Zentralprovinz.

## Verwaltungsgliederung
Die Region Singida war bis 2012 in fünf Distrikte gegliedert. Im Jahr 2015 wurde der Distrikt Manyoni geteilt und Itigi neu geschaffen:

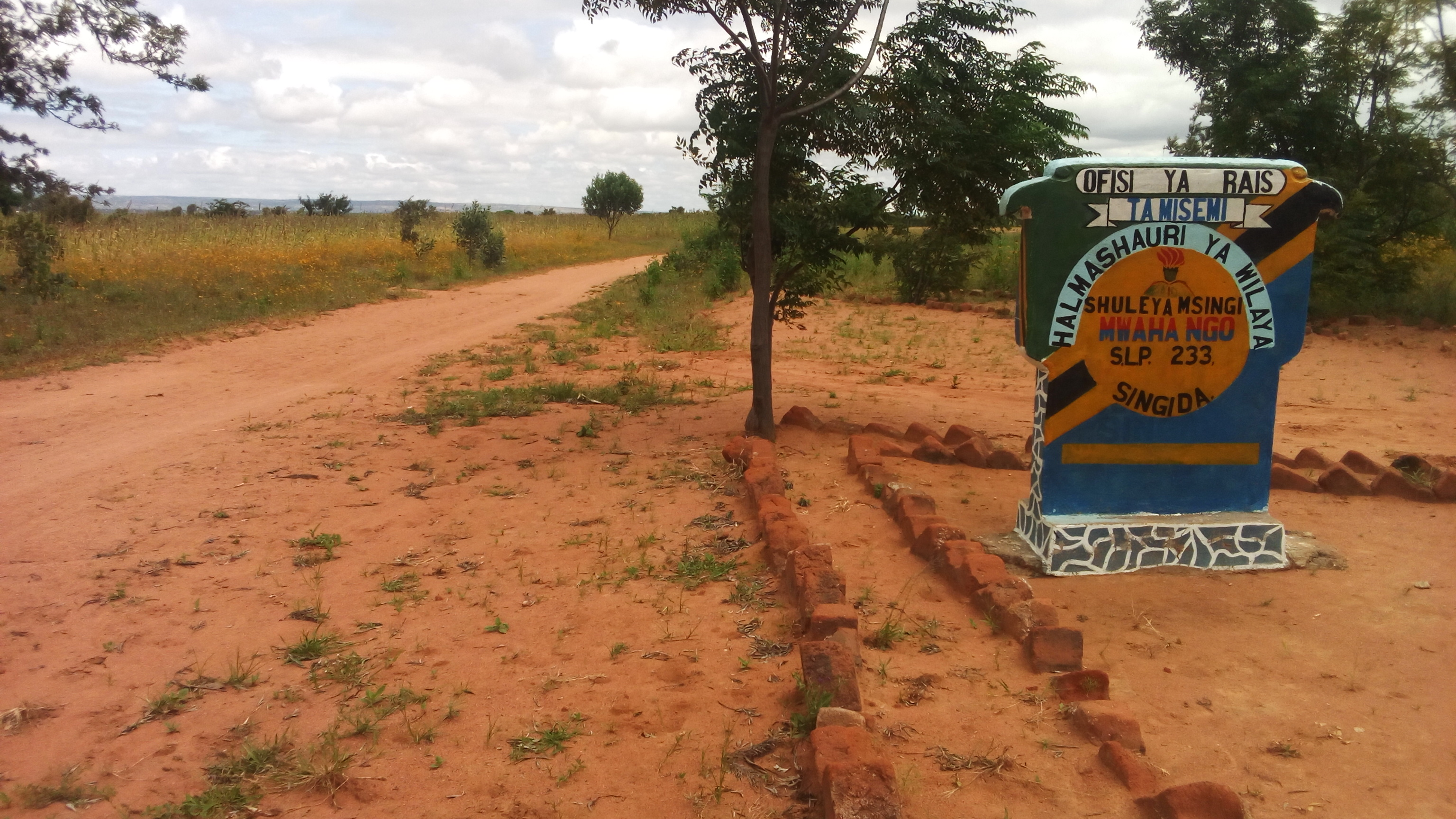
Landschaft bei Ilongelo im Distrikt Singida

| Distrikt     | Einwohner 1988 | Einwohner 2002 | Einwohner 2012 | Einwohner 2016 | Einwohner 2022 |
| ------------ | -------------- | -------------- | -------------- | -------------- | -------------- |
| Ikungi       | n/a            | 209.908        | 272.959        | 299.512        | 411.262        |
| Iramba       | 290.334        | 113.103        | 236.282        | 259.267        | 328.912        |
| Itigi        | n/a            | n/a            | n/a            | 123.515        | 215.947        |
| Manyoni      | 135.390        | 204,482        | 296.763        | 202.117        | 279.069        |
| Mkalama      | n/a            | 253.933        | 188.733        | 207.093        | 255.514        |
| Singida      | 366.663        | 305.322        | 225.521        | 247.460        | 284.895        |
| Singida (MC) | 366.663        | 305.322        | 150.379        | 165.008        | 232.459        |

## Bevölkerung
Größte Volksgruppen in Singida sind die Nyiramba, Nyaturu, Kimbu, Gogo, Isanzu, Taturu, Sukuma, Mang'ati, Barabaig und Hadzabe. Ferner leben hier wenige Nyamwezi und Luo aus anderen Regionen und vorwiegend in Städten einige Asiaten und Araber.
Die Bevölkerungspyramide zeigt eine breite Basis. Das weist auf eine hohe Geburtenrate und eine jugendliche Altersstruktur hin, wie sie für viele afrikanische Gebiete typisch ist. Betrachtet man aber die Stadtbevölkerung, so zeigt diese Pyramide eine Ausbuchtung in der Altersgruppe 15 bis 24 Jahre, besonders bei den Frauen. Dies deutet auf eine Zuwanderung aus anderen Regionen oder von ländlichen Gebieten hin.

## Einrichtungen und Dienstleistungen
- Bildung: In der Region gibt es 531 Grundschulen und 155 weiterführende Schulen.[13] Im Jahr 2012 hatten mehr als 90 Prozent der Über-Fünfjährigen eine Grundschule besucht, 7 Prozent eine weiterführende Schule und 1 Prozent eine Hochschule.[14]
- Gesundheit: Für die medizinische Betreuung der Bevölkerung stehen 9 Krankenhäuser, 18 Gesundheitszentren und 195 Apotheken bereit (Stand 2019).[13]
- Wasser: Im Jahr 2017 hatten 44 Prozent der Bevölkerung Zugang zu sicherem und sauberem Wasser.[15]

| Die Landwirtschaft ist der wichtigste Wirtschaftszweig, sie beschäftigt etwa 86 Prozent der Bevölkerung. Andere wirtschaftliche Tätigkeiten sind Bergbau und gewerbliche Kleinunternehmen und Industrie. | Die zur Anzeige dieser Grafik verwendete Erweiterung wurde dauerhaft deaktiviert. Wir arbeiten aktuell daran, diese und weitere betroffene Grafiken auf ein neues Format umzustellen. (Mehr dazu) |

### Bergbau
Die Region ist reich an Bodenschätzen. Gold, Kupfer, Eisen, Titanium, Uran, Zirkon, Quarz, Amethyst, Diamanten und Salz werden von kleinen Firmen abgebaut. Die Firma Shanta Gold hat im Jahr 2016 ein Gold-Abbau.Projekt bei Sambaru im Distrikt Ikungi gestartet, aber bis 2018 noch kein Gold abgebaut. Im Jahr 2016/17 wurden 34.000 Tonnen Mineralien, 5.290 Tonnen Gips und 31.383 Gramm Gold abgebaut.

### Gewerbe und Industrie
Die Region ist auf die Herstellung von Sonnenblumenöl spezialisiert. 2 große, 4 mittlere und 115 kleine Betriebe beschäftigen sich damit und verarbeiten jährlich 435.000 Tonnen Sonnenblumenkerne (Stand 2018).

### Infrastruktur
- Eisenbahn: Durch den Süden der Region verläuft die Tanganjikabahn, die von Daressalam über Dodoma bis zum Tanganjikasee führt. Ein Bahnhof liegt in der Distrikthauptstadt Manyoni.[22]
- Straßen: Die Region ist durch Nationalstraßen gut erschlossen. Von Südosten nach Nordwesten quert die T3 von Dodoma nach Ruanda, nach Norden verbindet die T14 Singida mit Arusha und die T22 führt nach Rungwa im Süden.[23]

## Naturschutzgebiete, Sehenswürdigkeiten
- Rungwa-Wildreservat: Das 9000 Quadratkilometer große Reservat umfasst auch Gebiete in Tabora und Mbeya. Es ist ein Beobachtungs- und Jagdreservat.[24][25]
- Kizigo-Wildreservat: Das Kizigo-Wildreservat im Süden der Region ist 4000 Quadratkilometer groß und wurde 1982 für Foto- und Jagdsafaris geöffnet.[24][26]
- Muhesi-Wildreservat: Im 2000 Quadratkilometer großen Reservat werden Bootsafaris, Wildtierbeobachtungen und Jagd auf Antilopen, Löwen und Leoparden angeboten.[24][27]

## Sonstiges
- Die katholische römisch-katholische Diözese Singida umfasst ein Gebiet etwas größer als die Region Singida, fast 50.000 Quadratkilometer. Von den 1,3 Millionen Bewohnern sind 170.000 katholisch.[28]